# 灰熊山谷

灰熊山谷宣傳海報

香港迪士尼樂園於開幕前舉行了數天的預演日

灰熊山谷（英語：Grizzly Gulch）是香港迪士尼樂園內的一個全球獨有主題園區，於2012年7月14日開幕，為現時香港迪士尼樂園最受歡迎的遊樂設施之一。在整體風格上，和其他迪士尼樂園中的邊域世界有著異曲同工之妙，但主要不同在於遊樂設施。

## 背景故事
在1888年8月8日，淘金者都在這個美國西部荒廢小鎮找到落腳點。原本是淘金者的聚散地，亦是一群野生灰熊的棲息地。園區以礦洞、灰熊和噴泉作為背景，帶賓客進入百多年前的一個淘金小鎮。

## 建設
設計團體首先為灰熊山設計立體圖像及1:50至100的模型。然後以加州內華達山脈的峽谷和黃石公園作藍本，到加州國家公園和當地古蹟考察，並由來自世界各地、逾百人的製作團隊，利用14個月時間建造。實際建築時先要利用金屬網屈出凹凸位，再鋪上雕刻英泥，營造不規則的山形效果。主題區內的一景一物從設計到雕刻均為人手製作。

## 遊樂設施

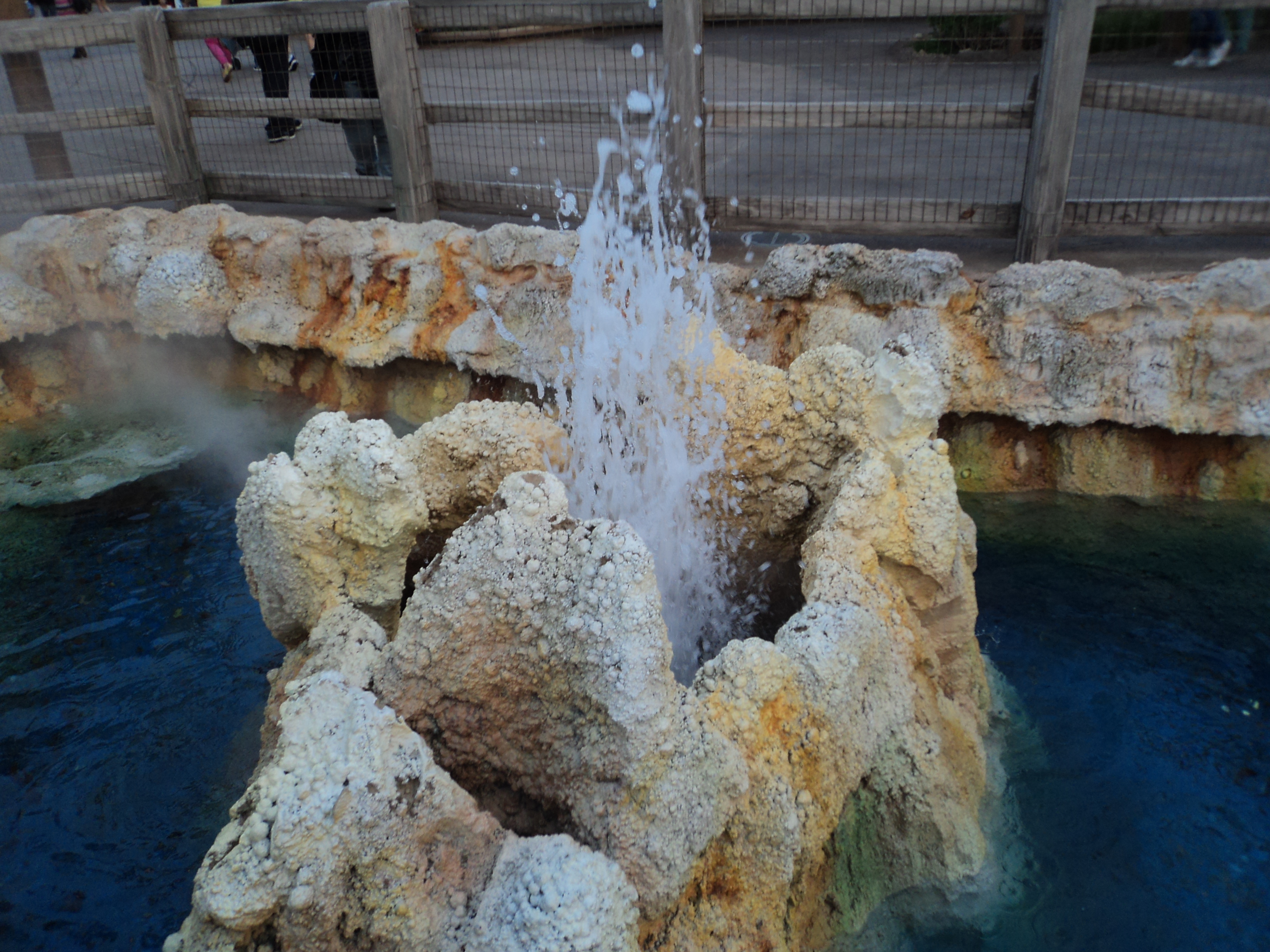
噴泉山谷內的其中一個噴泉。

- 灰熊山極速礦車（Big Grizzly Mountain Runaway Mine Cars）
- 噴泉山谷（Geyser Gulch）
- 灰熊山谷迎賓禮（Welcome Wagon Show）

## 餐飲
- 幸運黃金石小食亭[錨點失效]（Lucky Nugget Saloon）
- 暴谷車（Popcorn Cart)

## 購物
- 小灰熊禮品車